# محمود بروجردی
محمود بروجردی (زاده ۱۳۱۳ – ۷ اسفند ۱۳۸۹)، داماد سید روح الله خمینی، همسر زهرا مصطفوی، عضو هیئت علمی دانشگاه شهید بهشتی، رئیس پژوهشگاه علوم انسانی و مطالعات فرهنگی، معاون وزارت آموزش عالی (وزارت علوم کنونی) و سفیر ایران در فنلاند بود. او مدتی نیز، ریاست سازمان گفتگوی تمدن‌ها را بر عهده داشت.
او فرزند میرزا محمدحسین (احمد) بروجردی و از نوادگان میرزا مهدی بروجردی است.
سابقه آشنایی خانواده محمود بروجردی با خانواده روح‌الله خمینی مربوط به زمانی است که احمد بروجردی در ایام جوانی در حوزه اراک، هم‌درس و هم‌مباحثه روح‌الله خمینی بوده‌است.
محمود بروجردی مدتی سفیر ایران در فنلاند بود. پیش از آن او معاون وزارت امورخارجه، معاون وزارت فرهنک و ارشاد اسلامی، سرپرست دانشگاه بین المللی اسلامی ایران، رییس موسسه مطالعات و تحقیقات فرهنگی و رییس مرکز مطالعات اسیای مرکزی و قفقاز دفتر مطالعات سیاسی، و مشاور وزیرامور خارجه
بود.
او قبل از مرگش، مدت‌ها بود که به دلیل بیماری در بیمارستان بستری بود و برای معالجه به خارج از کشور رفته بود که سرانجام در ۷ اسفند ۱۳۸۹ در بیمارستان لاله درگذشت.
او در آرامگاه سید روح‌الله خمینی (معروف به مرقد امام) به خاک سپرده شد.